# 보더 콜리

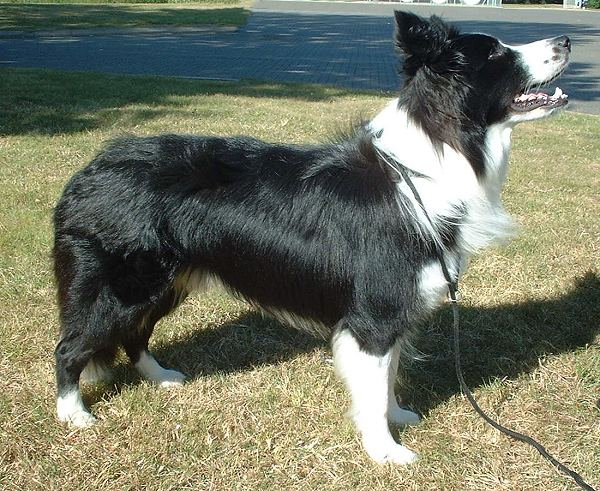
보더 콜리

보더 콜리(영어: Border Collie)는 목양견 품종으로 잉글랜드와 스코틀랜드 사이의 국경에서 가축, 특히 양을 몰기 위해 개량되었다. 콜리 품종 중 가장 널리 퍼졌다.
전형적으로 탄탄한 외형에 특출하게 활동적이고 재능이 뛰어나다, 프리스비 등 각종 스포츠에 뛰어나서 늘 우수한 성적으로 독 스포츠 경기와 쉽독 트라이얼(sheepdog trial)을 석권한다. 흔히들 가장 똑똑한 개라 말하곤 한다.
보더 콜리는 지능과 관련해서 잘 알려져 있는데, 보더 콜리 체이서(Chaser)는 1,022개의 명사를 알고 있으며 장난감을 식별할 수 있고 이름 및 카테고리별로 찾을 수 있는 동물로 세계에서 가장 영리한 개로 알려져 있다. 숱이 많고 속털이 깊은 편으로 엉키지 않도록 빗질을 자주 해주고 털갈이 시기에는 특히 신경을 써야 한다.